# Cisarua (Nanggung)
Cisarua is een bestuurslaag in het regentschap Bogor van de provincie West-Java, Indonesië. Cisarua telt 9603 inwoners (volkstelling 2010).